# سنان بن أبي سنان
سنان بن أبي سنان (المتوفي سنة 32 هـ) صحابي بدري، هاجر إلى يثرب، وشارك في غزوات بدر وأحد والخندق، كما شهد صلح الحديبية، وكان أول من بايع النبي محمد يوم بيعة الرضوان. توفي سنان ين أبي سنان سنة 32 هـ.